# Claude Lacomme
Claude Lacomme est un homme politique français né le 9 décembre 1815 à Chissey (Saône-et-Loire) et mort le 13 octobre 1888 à Bar-le-Régulier (Côte-d'Or).

## Biographie
Docteur, puis agrégé de droit, il est professeur de droit romain et doyen de la faculté de droit de Dijon. Conseiller général du canton de Liernais, il est sénateur de la Côte-d'Or de 1876 à 1885, inscrit au groupe de la Gauche républicaine.

## Sources
- Ressources relatives à la vie publique :   - base Léonore
  - Sénat
- Ressource relative à la recherche :   - Siprojuris
- Notices d'autorité :   - VIAF
  - ISNI
  - BnF (données)
  - IdRef
- « Claude Lacomme », dans Adolphe Robert et Gaston Cougny, Dictionnaire des parlementaires français, Edgar Bourloton, 1889-1891 [détail de l’édition]